# Bunuri mobile din domeniul știință și tehnică clasate în patrimoniul cultural național al României aflate în municipiul București
Acestă listă conține bunurile mobile din domeniul știință și tehnică clasate în Patrimoniul cultural național al României aflate la momentul clasării în municipiul București.

## Tezaur
| Foto | Informații generale                                                                                          | Detalii tehnice | Descriere | Deținător                                                       | Legături |
| ---- | --- | --- | --- | --------------------------------------------------------------- | -------- |
|      | Vagon de călători                                                                                            | Datare: 1928 Școală: Ernesto Breda Milano, Italia Dimensiuni: L: 21,2 m; G: 48,7 t: V: 70 km/h; ecartament normal Material: oțel; fontă; lemn (esențe rare); textile; turnare; forjare; prelucrare prin așchiere | Bunul constituie o mărturie istorică din perioada anilor 1928-1947, la cunoașterea unor fapte din trecutul regilor Carol al II-lea și Mihai I și din perioada anilor 1948-1984 din trecutul conducătorilor comuniști Gheorghe Gheorghiu Dej și Nicolae Ceaușescu, care au circulat în acest vagon. | Societatea Feroviară de Turism S.F.T. - C.F.R. S.A., București  | Cimec    |
|      | Vagon de călători                                                                                            | Datare: 1928 Școală: Ernesto Breda Milano, Italia Dimensiuni: L: 21,2 m; G: 46,2 t: V: 70 km/h; ecartament normal Material: oțel; fontă; lemn (esențe rare); textile; turnare; forjare; prelucrare prin așchiere | Bunul constituie o mărturie istorică din perioada anilor 1928-1947, la cunoașterea unor fapte din trecutul regilor Carol al II-lea și Mihai I și din perioada anilor 1948-1984 din trecutul conducătorilor comuniști Gheorghe Gheorghiu Dej și Nicolae Ceaușescu, care au circulat în acest vagon. | Societatea Feroviară de Turism S.F.T. - C.F.R. S.A., București  | Cimec    |
|      | Vagon de călători                                                                                            | Datare: 1928 Școală: Ernesto Breda Milano, Italia Dimensiuni: L: 21,2 m; G: 47 t: V: 70 km/h; ecartament normal Material: oțel; fontă; lemn (esențe rare); textile; turnare; forjare; prelucrare prin așchiere | Bunul constituie o mărturie istorică din perioada anilor 1928-1947, la cunoașterea unor fapte din trecutul regilor Carol al II-lea și Mihai I și din perioada anilor 1948-1984 din trecutul conducătorilor comuniști Gheorghe Gheorghiu Dej și Nicolae Ceaușescu, care au circulat în acest vagon. | Societatea Feroviară de Turism S.F.T. - C.F.R. S.A., București  | Cimec    |
|      | Vagon de călători                                                                                            | Datare: 1928 Școală: Ernesto Breda Milano, Italia Dimensiuni: L: 21,2 m; G: 46 t: V: 70 km/h; ecartament normal Material: oțel; fontă; lemn (esențe rare); textile; turnare; forjare; prelucrare prin așchiere | Bunul constituie o mărturie istorică din perioada anilor 1928-1947, la cunoașterea unor fapte din trecutul regilor Carol al II-lea și Mihai I și din perioada anilor 1948-1984 din trecutul conducătorilor comuniști Gheorghe Gheorghiu Dej și Nicolae Ceaușescu, care au circulat în acest vagon. | Societatea Feroviară de Turism S.F.T. - C.F.R. S.A., București  | Cimec    |
|      | Vagon de călători                                                                                            | Datare: 1928 Școală: Ernesto Breda Milano, Italia Dimensiuni: L: 21,2 m; G: 46 t: V: 70 km/h; ecartament normal Material: oțel; fontă; lemn (esențe rare); textile; turnare; forjare; prelucrare prin așchiere | Bunul constituie o mărturie istorică din perioada anilor 1928-1947, la cunoașterea unor fapte din trecutul regilor Carol al II-lea și Mihai I și din perioada anilor 1948-1984 din trecutul conducătorilor comuniști Gheorghe Gheorghiu Dej și Nicolae Ceaușescu, care au circulat în acest vagon. | Societatea Feroviară de Turism S.F.T. - C.F.R. S.A., București  | Cimec    |
|      | Vagon de călători                                                                                            | Datare: 1894 Școală: Simmering-Graz-Pauker Aktiengesellschaft für Maschinen, Kessel und Waggonbau Wien, Austria Dimensiuni: L: 12,7 m; G: 14 t: V: 30 km/h; ecartament normal Material: oțel; fontă; lemn; turnare; forjare; prelucrare prin așchiere                                                                                 | Bunul constituie o mărturie istorică de la sfârșitul secolului XIX-lea și începutul secolului XX care a precedat Primul Război Mondial (1914-1918), vagon care a circulat pe liniile din Moldova și Bucovina ale Companiei L.C.I. și a Societății Căilor Ferate Locale Bucovinene. În anul 1969 vagonul a fost reconstruit la Atelierele C.F.R. Pașcani, iar în anii 1993-1994 vagonul a fost reamenajat tot la Atelierele C.F.R. Pașcani. | Societatea Feroviară de Turism S.F.T. - C.F.R. S.A., București  | Cimec    |
|      | Vagon de călători                                                                                            | Datare: 1893 Școală: Simmering-Graz-Pauker Aktiengesellschaft für Maschinen, Kessel und Waggonbau Wien, Austria Dimensiuni: L: 9,3 m; G: 13,4 t: V: 30 km/h; ecartament normal Material: oțel; fontă; lemn; turnare; forjare; prelucrare prin așchiere                                                                                | Bunul constituie o mărturie istorică de la sfârșitul secolului XIX-lea și începutul secolului XX care a precedat Primul Război Mondial (1914-1918), vagon care a circulat pe liniile din Moldova și Bucovina ale Companiei L.C.I. și a Societății Căilor Ferate Locale Bucovinene. În anul 1969 vagonul a fost reconstruit la Atelierele C.F.R. Pașcani, iar în anii 1993-1994 vagonul a fost reamenajat tot la Atelierele C.F.R. Pașcani. | Societatea Feroviară de Turism S.F.T. - C.F.R. S.A., București  | Cimec    |
|      | Vagon de călători                                                                                            | Datare: 1893 Școală: Simmering-Graz-Pauker Aktiengesellschaft für Maschinen, Kessel und Waggonbau Wien, Austria Dimensiuni: L: 9,3 m; G: 13,25 t: V: 30 km/h; ecartament normal Material: oțel; fontă; lemn; turnare; forjare; prelucrare prin așchiere                                                                               | Bunul constituie o mărturie istorică de la sfârșitul secolului XIX-lea și începutul secolului XX care a precedat Primul Război Mondial (1914-1918), vagon care a circulat pe liniile din Moldova și Bucovina ale Companiei L.C.I. și a Societății Căilor Ferate Locale Bucovinene. În anul 1969 vagonul a fost reconstruit la Atelierele C.F.R. Pașcani, iar în anii 1993-1994 vagonul a fost reamenajat tot la Atelierele C.F.R. Pașcani. | Societatea Feroviară de Turism S.F.T. - C.F.R. S.A., București  | Cimec    |
|      | Vagon de călători                                                                                            | Datare: 1893 Școală: Simmering-Graz-Pauker Aktiengesellschaft für Maschinen, Kessel und Waggonbau Wien, Austria Dimensiuni: L: 9,9 m; G: 12,8 t: V: 30 km/h; ecartament normal Material: oțel; fontă; lemn; turnare; forjare; prelucrare prin așchiere                                                                                | Bunul constituie o mărturie istorică de la sfârșitul secolului XIX-lea și începutul secolului XX care a precedat Primul Război Mondial (1914-1918), vagon care a circulat pe liniile din Moldova și Bucovina ale Companiei L.C.I. și a Societății Căilor Ferate Locale Bucovinene. În anul 1969 vagonul a fost reconstruit la Atelierele C.F.R. Pașcani, iar în anii 1993-1994 vagonul a fost reamenajat tot la Atelierele C.F.R. Pașcani. | Societatea Feroviară de Turism S.F.T. - C.F.R. S.A., București  | Cimec    |
|      | Vagon de poștă                                                                                               | Datare: 1894 Școală: Simmering-Graz-Pauker Aktiengesellschaft für Maschinen, Kessel und Waggonbau Wien, Austria Dimensiuni: L: 7,28 m; G: 10,6 t: V: 30 km/h; ecartament normal Material: oțel; fontă; lemn; turnare; forjare; prelucrare prin așchiere                                                                               | Bunul constituie o mărturie istorică de la sfârșitul secolului XIX-lea și începutul secolului XX care a precedat Primul Război Mondial (1914-1918), vagon care a circulat pe liniile din Moldova și Bucovina ale Companiei L.C.I. și a Societății Căilor Ferate Locale Bucovinene. În anul 1969 vagonul a fost reconstruit la Atelierele C.F.R. Pașcani, iar în anii 1993-1994 vagonul a fost reamenajat tot la Atelierele C.F.R. Pașcani. | Societatea Feroviară de Turism S.F.T. - C.F.R. S.A., București  | Cimec    |
|      | Vagon de călători                                                                                            | Datare: 1869 Școală: Ashbury Railway Carriage and Iron Company Ltd Manchester, Anglia Dimensiuni: L: 7,57 m; G: 7,3 t: V: 30 km/h; ecartament normal Material: oțel; fontă; lemn; textile; tapițerie; turnare; forjare; prelucrare prin așchiere                                                                                      | Bunul constituie o mărturie istorică de la sfârșitul secolului XIX-lea și începutul secolului XX care a circulat pe prima cale ferată din Principatele Unite (Filaret-Giurgiu) și este legat de circulația unor personalități pe calea ferată: Regele Carol I, Țarul Alexandru al II-lea și Marele Duce Nicolae al Rusiei. Cu acest tren în timpul Războiului de Independență (1877-1878) au fost transportate elemente ale Corpului 14 și 15 din Armata Rusă. La 4 aprilie 1944 cele patru vagoane ale Trenului „Călugăreni” au fost distruse de bombardamentul din București. Vagonul a fost reconstruit la Atelierele C.F.R. Grivița București în anii 1993-1994 și a fost reamenajat în anul 2004 tot la Atelierele C.F.R. Grivița București. | Societatea Feroviară de Turism S.F.T. - C.F.R. S.A., București  | Cimec    |
|      | Vagon de călători                                                                                            | Datare: 1869 Școală: Ashbury Railway Carriage and Iron Company Ltd Manchester, Anglia Dimensiuni: L: 7,29 m; G: 7 t: V: 30 km/h; ecartament normal Material: oțel; fontă; lemn; textile; tapițerie; turnare; forjare; prelucrare prin așchiere                                                                                        | Bunul constituie o mărturie istorică de la sfârșitul secolului XIX-lea și începutul secolului XX care a circulat pe prima cale ferată din Principatele Unite (Filaret-Giurgiu) și este legat de circulația unor personalități pe calea ferată: Regele Carol I, Țarul Alexandru al II-lea și Marele Duce Nicolae al Rusiei. Cu acest tren în timpul Războiului de Independență (1877-1878) au fost transportate elemente ale Corpului 14 și 15 din Armata Rusă. La 4 aprilie 1944 cele patru vagoane ale Trenului „Călugăreni” au fost distruse de bombardamentul din București. Vagonul a fost reconstruit la Atelierele C.F.R. Grivița București în anii 1993-1994 și a fost reamenajat în anul 2004 tot la Atelierele C.F.R. Grivița București. | Societatea Feroviară de Turism S.F.T. - C.F.R. S.A., București  | Cimec    |
|      | Vagon de călători                                                                                            | Datare: 1869 Școală: Ashbury Railway Carriage and Iron Company Ltd Manchester, Anglia Dimensiuni: L: 8,5 m; G: 7,4 t: V: 30 km/h; ecartament normal Material: oțel; fontă; lemn; textile; tapițerie; turnare; forjare; prelucrare prin așchiere                                                                                       | Bunul constituie o mărturie istorică de la sfârșitul secolului XIX-lea și începutul secolului XX care a circulat pe prima cale ferată din Principatele Unite (Filaret-Giurgiu) și este legat de circulația unor personalități pe calea ferată: Regele Carol I, Țarul Alexandru al II-lea și Marele Duce Nicolae al Rusiei. Cu acest tren în timpul Războiului de Independență (1877-1878) au fost transportate elemente ale Corpului 14 și 15 din Armata Rusă. La 4 aprilie 1944 cele patru vagoane ale Trenului „Călugăreni” au fost distruse de bombardamentul din București. Vagonul a fost reconstruit la Atelierele C.F.R. Grivița București în anii 1993-1994 și a fost reamenajat în anul 2004 tot la Atelierele C.F.R. Grivița București. | Societatea Feroviară de Turism S.F.T. - C.F.R. S.A., București  | Cimec    |
|      | Locomotivă                                                                                                   | Datare: sfârșitul sec. XIX - începutul sec. XX Școală: Atelierele Reșița Descoperit: jud. CARAȘ-SEVERIN, REȘIȚA Dimensiuni: L: 170 cm; La: 70 cm; H: 110 cm Material: fontă; oțel; turnare; batere | Machetă de locomotivă cu abur, de linie îngustă, cu roți asimetrice (patru roți motoare de dimensiuni mai mari și patru roți de dimensiuni mai mici). Prevăzută cu cabină pentru mecanic și fochist, cu ferestre dreptunghiulare în părțile laterale și ferestre ovale în partea din față; pe acoperiș se află sirena, ce poate fi acționată mecanic din cabină. În cabină se află focarul pentru cărbuni, prevăzut cu ușă. Cazanul locomotivei are coș înalt, din fontă și un dom de abur; partea din față a cazanului (cutia de fum) se deschide prin acționarea unui mâner; în interior de află tubulatura de evacuare a aburului. Pe ușă este marcat cu culoare albă numărul 1999. Macheta locomotivei este prevăzută și cu: tampoane de cuplare, cârlige de remorcare, mecanism de distribuție, cadru, pistoane, boghiuri. Îmbinările elementelor sunt realizate cu ajutorul niturilor. Este realizată la scara 1/5. | Muzeul Național de Istorie a României, București                | Cimec    |
|      | Astrograf Autor: Prin-Mertz                                                                                  | Datare: 1912 Dimensiuni: obiective 38 cm, distanța focală 6 m, diametrul cupolei 11 m, greutate 23 t Material: Oțel, bronz, sticlă, magneți, cărbune de colector; turnare, așchiere, șlefuire manuală, trefilare, bobinare | | Institutul Astronomic, București                                | Cimec    |
|      | Gautier-Prin Autor: Gautier-Prin (partea mecanică); Steinhell-Mertz (partea optică)                          | Datare: 1911-1914 Dimensiuni: obiectiv 19 cm, distanța focală 235 cm, două cercuri de declinație de 1 m diametru, divizate din 5 în 5 minute de arc, nivelă, mire nord și sudbaie de mercur Material: fontă, alamă, sticlă optică, mercur, aliaje, turnare, prelucrare prin așchiere, șlefuire manuală                                | | Institutul Astronomic, București                                | Cimec    |
|      | Soiuz | Datare: A II a jumătate a sec. XX Dimensiuni: G:1500 Kg, D: 2,50/1,50 m. Material: metal, plastic, pânză, sticlă, cauciuc; | De formă tronconică, din metal placat cu material izolant termic, ars neuniform. Baza mare o formează scutul termic ușor bombat în afară, roșu aprins, baza mică conține o ușă circulară convexă înconjurată de lăcașuri de fixare și racord cu restul navei. Pe lateral, spre baza mică sunt două hublouri ce permit vizibilitatea în exterior, opuse unul față de altul. În același plan, la 90 de grade, față de ele, raportat la axul longitudinal al navei se află două lăcașuri alăturate, destinate parașutelor de aterizare; unul este închis, nefolosit, celălalt, deschis, fără parașută. Alături de unul dintre hublouri se află un lăcaș hemisferic deschis, servind dispozitivelor de supraveghere și comunicații. Are husă de protecție kaki. | Muzeul Militar Național „Regele Ferdinand I”, București         | Cimec    |
|      | Nardi - avion de școală și antrenament faza a-II-a Autor: I.A.R. Brașov                                      | Datare: Prima jumătate a sec. XX Dimensiuni: anvergură: 8,47m; L: 7,13m ;Î: 2,15m; Suprafață portantă 12,00 mp; G: 704 Kg. Material: metal,pânză, placaj din lemn | Avion monoplan, cu aripa joasă, biloc, cu dublă comandă, folosit pentru inițierea viitorilor piloți de vânătoare. Are o elice metalică bipală, cu pas reglabil (la sol), schelet metalic, fuselaj acoperit cu tablă și placaj, iar aripile și ampenajul cu tablă, placaj și pânză emailată. Aripile au lonjeroane și nervuri din lemn. Trenul de aterizare poate fi escamotat manual. Cele două cabine sunt acoperite cu cupole din plexiglas. Avionul este vopsit kaki și bleu și înmatriculat cu cocardă tricoloră. Inscripții cu litere latine de culoare neagră. | Muzeul Militar Național „Regele Ferdinand I”, București         | Cimec    |
|      | Avion | Datare: Prima jumătate a secolului XX Școală: SET. București Dimensiuni: Anvergura: 8,53m, L: 7,29m; Î: 2,5 cm; Suprafața portantă: 18mp; G: 544 Kg. Material: metal,lemn,pânză,duraluminiu; | Avion biplan de școală, faza I, antrenament și legătură FLEET F-10 G, biloc în tandem cu dublă comandă, realizat după licență americană, dotat cu motor românesc I.A.R.-GIPSY Major 4 de 130 CP. Fuselajul și ampenajul sunt confecționate dintr-un schelet metalic, acoperite cu pânză emailată. Scheletul aripilor suprapuse este confecționat din lonjeroane din lemn de molid și nervuri de duraluminiu, întreg ansamblu fiind acoperit cu pânză emailată. Bordul de atac și cel de scurgere sunt acoperite cu tablă de duraluminiu. Are o elice cu două pale, confecționată din lemn de esență tare. Aparatura de bord este completă. Pe timpul restaurării, în zona bechiei, a fost atașată o rotiță metalică pentru a permite rularea avionului pe pista aeroportului. Inscripționările sunt cu litere latine de culoare neagră. Culorile avionului sunt galben, albastru deschis, roșu.                           | Muzeul Militar Național „Regele Ferdinand I”, București         | Cimec    |
|      | Telefon Autor: E.N.B.A.U.                                                                                    | Datare: Prima decadă a secolului XX Școală: G.E.S. Frankfurt Descoperit: Frankfurt, Germania Dimensiuni: Lungime: 34 cm , lățime: 15 cm , înălțime: 20 cm Material: Lemn, Metal, Material textil, Piele, Bachelită ; Produs de serie.                                                                                                 | Telefon montat in cutie din lemn lustruit, de forma dreptunghiulară cu microreceptor din lemn, învelit în piele. Are cască de ascultare cu un cârlig de prindere. Microfonul este din metal. Cutia are pe lateral două borne de linie, iar pe partea opusă, două butoane pentru convorbire. În cutie se găsește un inductor cu manivelă. Sub capac, în interior, este o etichetă cu inscripție. Microreceptorul este legat la aparat printr-un cordon îmbrăcat în material textil, de culoare cărămizie. | Muzeul Militar Național „Regele Ferdinand I”, București         | Cimec    |
|      | Standard Autor: Standard                                                                                     | Datare: Prima jumătate a secolului XX Școală: Standard Descoperit: București Dimensiuni: Lungime. 42 cm, lățime: 27 cm, înălțime: 20 cm Material: metal, lemn, sticlă | Receptor radio, în cutie din metal, de formă dreptunghiulară, cu inscripție. Panoul frontal cuprinde: o scală de formă dreptunghiulară, cu gradații /1450 kcl - 500 kcl/, 6 comutatoare (gamă unde, ton/ tf, telefon, volum, acord, cristale) priză de antenă, priză de căști. Are cordon de alimentare. Aparatul este fixat pe un suport din lemn de formă dreptunghiulară. Aparatul propriu-zis are o scală și șase butoane metalice. | Muzeul Militar Național „Regele Ferdinand I”, București         | Cimec    |
|      | Centrală telefonică Autor: Ericsson-Tungsram                                                                 | Datare: Prima decadă a secolului XX Școală: Ericson Descoperit: Petrograd, Rusia Dimensiuni: L: 29 cm, l: 20 cm, î: 9cm. Material: Lemn ,metal, ebonitră | Montată în cutie din lemn, de culoare gri, formă dreptunghiulară, cu mâner lateral pentru transport. Pe panoul frontal sunt: 12 jacuri, 12 anunțiatoare metalice rotunde. Pe lateral are 4 mufe oarbe, iar la partea superioară sunt 12 borne cu lamele prin înșurubare, pentru liniile telefonice. Are sonerie bipolară, 4 borne împământare și B.L. (baterie locală), prin înșurubare. Separat, are un cordon cu ștecher cu 4 piciorușe și 4 fișe cu cordon. Inscripție: Erixon Pertrograd - 1916. | Muzeul Militar Național „Regele Ferdinand I”, București         | Cimec    |
|      | Automobil Autor: Cadillac                                                                                    | Datare: 1924 Dimensiuni: cote de gabarit 515x180x180 (mm.) Material: oțel; fontă; alamă; aluminiu; piele; lemn; turnare; forjare; ambutisare; prelucrări mecanice prin așchiere | Automobil decapotabil Cadillac, model 1924. | Muzeul Național Tehnic „Prof. ing. Dimitrie Leonida”, București | Cimec    |
|      | Automobil Autor: Ford                                                                                        | | Acoperișul din pânză este degradat. | Colecții particulare, București                                 | Cimec    |
|      | Mașină cu aburi Autor: Swiderski, Leipzig                                                                    | Datare: 1893 Școală: Swiderski Leipzig Descoperit: București Dimensiuni: cote de gabarit 5200x2930x2400 Material: oțel; fontă; alamă | Mașina cu abur antrena prin două roți volante două generatoare electrice de curent continuu, pentru a compensa variațiile de putere. Mașina este tipică pentru perioada sfârșitului de secol XIX. | Muzeul Național Tehnic „Prof. ing. Dimitrie Leonida”, București | Cimec    |
|      | Pompă Autor: Escher Wyss and Comp. Zurich                                                                    | Datare: 1893 Școală: Escher Wyss and Comp. Zurich Descoperit: București Dimensiuni: cote de gabarit: D = 810 mm; h = 3800 mm Material: oțel; fontă | Centrala hidraulică de la Grozăvești a fost inaugurată în 1889 și a fost proiectată să acționeze două grupuri de pompe ce trimiteau apa în București și să producă curent pentru iluminat și tramvaiele ce urmau să fie introduse în oraș. Unul din cele două grupuri este cel de față. Licitația pentru achiziționarea utilajelor a fost organizată de către o comisie din primărie. Acest gen de pompă „colosală” se preta cel mai bine la debitele mari ce trebuiau pompate. Construcția este solidă cu posobilități mici de a se defecta. | Muzeul Național Tehnic „Prof. ing. Dimitrie Leonida”, București | Cimec    |
|      | Mașină de aer cald cu doi cilindrii verticali care funcționează după ciclul tip "Stirling"                   | Datare: 1886 Școală: Firmă neidentificată Descoperit: București Dimensiuni: cote de gabarit: 1200x630x1790 mm Material: oțel; fontă; alamă | Acest tip de mașină cu ardere externă care funcționează după ciclul termic imaginat de inginerul englez Stirling are o frecvență de răspândire foarte mică. Obiectul este în stare de funcționare. | Muzeul Național Tehnic „Prof. ing. Dimitrie Leonida”, București | Cimec    |
|      | Pompă Autor: Shand Mason & Co Engineers London                                                               | Datare: Început secol XX Școală: Shand Mason and Co Engineers London Descoperit: București Dimensiuni: Cote de gabarit: 7000x1400 mm Material: oțel; fontă; alamă | Acest tip de pompă de apă pentru stins incendii era răspândit în epocă fiind purtat de un utilaj cu tracțiune animală și transportat la locul incendiului. | Muzeul Național Tehnic „Prof. ing. Dimitrie Leonida”, București | Cimec    |
|      | Mașină cu aburi Autor: Weise and Monski, Halle                                                               | Datare: 1888 Școală: Weise and Monski, Halle Descoperit: București, Banca Națională a României Dimensiuni: Cote de gabarit: 2300x1400x1530 mm. D. Volant = 1300 mm Material: oțel; fontă; alamă | Acest tip de mașină cu aburi este de tip clasic, fiind foarte răspândit în acea perioadă în mai toate industriile. | Muzeul Național Tehnic „Prof. ing. Dimitrie Leonida”, București | Cimec    |
|      | Vagon de tramvai                                                                                             | Datare: Începutul sec. XX Școală: Necunoscut Descoperit: București Dimensiuni: Cote de gabarit: 560x320x225 cm Material: oțel; fontă; alamă; lemn | | Muzeul Național Tehnic „Prof. ing. Dimitrie Leonida”, București | Cimec    |
|      | Cockerill Autor: Societe Cockerill Seraing Belgique                                                          | Datare: 1879 Școală: Societe Cockerill Seraing Belgique Descoperit: Slănic Prahova Dimensiuni: cote de gabarit: 470x6500x270 cm Material: oțel; fontă; lemn | Obiectul are o largă răspândire atât pe plan național cât și internațional. | Muzeul Național Tehnic „Prof. ing. Dimitrie Leonida”, București | Cimec    |
|      | Mașină cu aburi Autor: Masschinenfabrik Oerlikon                                                             | Datare: Sf.sec. XIX Școală: Masschinenfabrik Oerlikon Descoperit: București Dimensiuni: 2100x800x1350 Material: oțel; fontă; alamă | Obiectul a funcționat la sfârșitul secolului XIX la o instalație demonstrativă în zona Băneasa. Instalația se dorea să demonstreze superioritatea iluminatului electric față de cel cu gaz aerian. Agregatul este în întregime original și în stare de funcționare. | Muzeul Național Tehnic „Prof. ing. Dimitrie Leonida”, București | Cimec    |
|      | Lanz-Buldog Autor: Lanz                                                                                      | Școală: Lanz Descoperit: București Dimensiuni: Cote gabarit: 345X182X200 cm Material: oțel; fontă; alamă | Tip de tractor foarte performant pentru epoca respectivă, firma fiind renumită pentru produsele sale. | Muzeul Național Tehnic „Prof. ing. Dimitrie Leonida”, București | Cimec    |
|      | Deutz Autor: Wolff, E.                                                                                       | Datare: 1890 Școală: E. Wolff Descoperit: București Dimensiuni: Cote gabarit: 2380x1160x1650 mm Material: oțel; fontă; alamă | Placă de alamă pe cilindru: "GASMOTOREN - FABRIK No 18506 DEUTZ PATENT". Placă de alamă pe batiu: "E WOLFF SUCCESEUR DE ARBENZ and WOLFF BUCURESCI". | Muzeul Național Tehnic „Prof. ing. Dimitrie Leonida”, București | Cimec    |
|      | Cuptor pentru topirea metalelor Autor: Kagelmann Karoly                                                      | Datare: 1850 Școală: Kagelmann Karoly Descoperit: București Dimensiuni: Cote gabarit: D = 300; H = 700 cm Material: oțel; fontă; material refractar | Mijloc foarte modern în acea epocă pentru topirea metalelor neferoase. Cuptoarele de tip piltz au început să fie fabricate încă din secolul XVIII în mai multe variante. Cel de la Zlatna face parte din varianta a șaptea - ultima de altfel. Se remarcă prin soliditate. | Muzeul Național Tehnic „Prof. ing. Dimitrie Leonida”, București | Cimec    |
|      | Brush Autor: International Electric Company Limited                                                          | Școală: International Electric Company Limited Descoperit: București Dimensiuni: Cote de gabarit: 1620x510x640 mm Material: oțel; fontă; cupru | Generatorul de curent a fost fabricat de firma anglo-austriacă International Electric Company Limited pe bază de patent Brush. Inginerul american Charles Francisc Brush a inventat și patentat acest tip de generator de curent continuu compaund. | Muzeul Național Tehnic „Prof. ing. Dimitrie Leonida”, București | Cimec    |
|      | Egon Cernea Autor: Cernea, Egon                                                                              | Dimensiuni: Cote de gabarit: 290x183x190 cm Material: oțel; fontă; cupru | | Muzeul Național Tehnic „Prof. ing. Dimitrie Leonida”, București | Cimec    |
|      | Centrala telefonică electrică de la Teatrul Național din București Autor: Brule                              | Datare: 1884 Școală: Brule Descoperit: București Dimensiuni: Cote de gabarit: 2100x1000x1570 Material: oțel; fontă; alamă | Centrala electrică de la Teatrul Național din București este formată dintr-o mașină cu aburi, monocilindrică verticală Brule și un generator de curent continuu Systeme Edison. Mașina cu aburi a fost fabricată de firma franceză Brule, iar generatorul de curent continuu este fabricat în baza unui brevet francez SGDG nr. 534 de o firmă necunoscută. Centrala a fost montată la Teatrul Național de către societatea franceză Compagnie du Gas de Bucharest. Pe o plăcuță de alamă amplasată frontal pe armătura bobinajului statorului: "CIE DU GAS DE BUCHAREST SYSTEME EDISON BREVETE SGDG Nr. 534". Plăcuța de pe mașina cu aburi lipsește. | Muzeul Național Tehnic „Prof. ing. Dimitrie Leonida”, București | Cimec    |
|      | Automobil Autor: Gardner-Serpollet                                                                           | Datare: 1895 Școală: Garder Serpollet Descoperit: București Dimensiuni: Cote de gabarit: 4000x1700x1650 Material: oțel; fontă; alamă | Inscripții pe două plăcuțe de alamă de pe șasiu: "AUTOMOBILES A VAPEUR GARDNER SERPOLLET 9 at 11 RUE STENDHAL PARIS", iar pe o plăcuță din alamă de pe radiator: "LOYAL BREVETE SGDG EN FRANCE ET L.ETRANGER 204 RUE ST.MAUR PARIS". | Muzeul Național Tehnic „Prof. ing. Dimitrie Leonida”, București | Cimec    |
|      | Diesel marin Krupp Autor: Cantieri Navali di Napoli                                                          | Datare: 1929 Școală: Cantieri navali di Napoli Descoperit: Ciulnița Material: oțel; fontă | Doar vopseaua nu este originală; celelalte subansamble sunt originale, provenind dintr-un loc precis determinat. | Muzeul Național Tehnic „Prof. ing. Dimitrie Leonida”, București | Cimec    |
|      | Crivac pentru extragerea sării                                                                               | Datare: 1738 Școală: Anonim Descoperit: Praid, Salina Dimensiuni: Diametru tambur = 5,4 m; diametru cablu extracție = 30 mm Material: lemn; oțel | Crivacul este compus dintr-un tambur de lemn ce se sprijină pe un ax central de metal. Pe tambur este înfășurat un cablu de oțel (inițial a fost înfășurată o frânghie ce a fost înlocuită în 1866). Cablul merge la un scripete de unde era legat vagonetul în care se încărca sarea. Tot de tambur sunt legate în cruce patru bârne de lemn cu scaune pentru oameni și locașuri pentru patru perechi de cai. Instalația este protejată de intemperii printr-un acoperiș de lemn învelit cu o tablă, care nu este cel original. Acoperișul este susținut de bârne de lemn cu secțiune pătrată (aflate în stadiu avansat de degradare). | Muzeul Național Tehnic „Prof. ing. Dimitrie Leonida”, București | Cimec    |
|      | Automobil Autor: Skoda                                                                                       | Datare: 1883 Școală: Skoda Descoperit: Hunedoara Material: oțel; fontă; lemn | O bucată de aprox. 3 cm este lipsă din masina cu abur; vopseaua pe diferite porțiuni este exfoliată, lemnul ce este foosit la cuplajul roților este tocit, în rest nu există deteriorări ireparabile. Pe mașina cu abur există inscripția: „E SKODA PILSEN 1883 NR. 558”. Pe pompa de aer există inscripția: „LANG. L GEPGYAR ES VASONTODEJE BUDAPESTA 1883”. | Muzeul Național Tehnic „Prof. ing. Dimitrie Leonida”, București | Cimec    |
|      | Girard Autor: Girard & Co                                                                                    | Datare: 1889 Școală: Girard and comp Descoperit: București Dimensiuni: Diametrul rotorului = 2200 mm; înălțimea palelor = 200 mm; grosimea palelor = 5 - 8 mm; Material: oțel; fontă; lemn | Între anii 1889 și 1911 a funcționat la centrala hidroelectrică de la Grozăvești. A fost adusă de la Zurich de firma Sckukert and Co, care a câștigat licitația pentru construirea centralei hidroelectrice de la Grozăvești. | Muzeul Național Tehnic „Prof. ing. Dimitrie Leonida”, București | Cimec    |
|      | Generator de curent Autor: AEG                                                                               | Datare: Primul deceniu al sec. XX Școală: AEG Dimensiuni: diametru 1400 Material: oțel; fonta; cupru; material textil impregnat (bumbac) | Pe plăcuța de alamă de pe stator este inscripția: AEG COMPANIA GENERALĂ DE ELECTRICITATE ANONIMĂ BUCUREȘTI. Pe o a doua plăcuță se află numărul și seria agregatului: 3fGEN nr. 2061274 typ SDG 375/275. | Muzeul Național Tehnic „Prof. ing. Dimitrie Leonida”, București | Cimec    |
|      | Automobil Autor: Siegel, Viena                                                                               | Datare: 1853 Școală: Siegel Viena Descoperit: București Material: oțel; fontă | | Muzeul Național Tehnic „Prof. ing. Dimitrie Leonida”, București | Cimec    |
|      | Vagon de tramvai Autor: Fabrica de vagoane din Charleroy                                                     | Datare: 1899 Școală: Fabrica de vagoane din Charleroy Descoperit: Brăila Dimensiuni: 700x190x258 cm. Ecartament = 143 cm; diametrul roților de rolare = 75 cm Material: oțel; fontă; lemn | Pe multe porțiuni vopseaua este exfoliată de pe lemn, iar pe unele porțiuni metalice au apărut oxizi ai fierului. Deteriorările nu sunt ireparabile și nici majore. Pe carcasa controlerului Helios, pe puntea din stânga: KH 28.6.1908. | Muzeul Național Tehnic „Prof. ing. Dimitrie Leonida”, București | Cimec    |
|      | Motor SAECS CHEMNITZ Autor: Saecs Maschinen Fabrik Vorn Rich Hartman A.G. Cemnitz and Ziemens Schckert Werke | Datare: 1917 Școală: Saecs Maschinen Fabrik Vorn Rich Hartman A.G. Cemnitz and Ziemens Schckert Werke Dimensiuni: Generatorul de c.c. 1720x1100x1400 mm; condensatorul cu aburi; 1100x1100x1900 mm Material: oțel; fontă; alamă | Ansamblul este în totalitate autentic, fără piese înlocuite sau contrafăcute. | Muzeul Național Tehnic „Prof. ing. Dimitrie Leonida”, București | Cimec    |
|      | Mașină cu aburi Autor: Etablissements delaunay belleville St. Denise Seine and Siemens Schuckert             | Datare: Probabil 1905 Școală: Etablissements delaunay belleville St. Denise Seine and Siemens Schuckert Descoperit: București, București Dimensiuni: Cote gabarit: 2440x1260x1800 mm Material: oțel; fontă; alamă; cupru; bronz | Agregatul mașină cu aburi cuplată la un generator electric de curent continuu este o realizare tehnică ce înglobează o tehnologie ajunsă la apogeu în epocă (mașină cu abur de înaltă presiune cu dublă expansiune). Motoarele staționare cu ardere internă și agregatele energetice în general nu atingeau un nivel tehnologic adecvat, încât în epocă încă se foloseau mașini cu abur pe scară largă. | Muzeul Național Tehnic „Prof. ing. Dimitrie Leonida”, București | Cimec    |
|      | Automobil Autor: Olds Mobile                                                                                 | Datare: 1898 Descoperit: București Material: oțel; fontă; cupru; lemn | | Muzeul Național Tehnic „Prof. ing. Dimitrie Leonida”, București | Cimec    |
|      | Ștreamp cu 12 săgeți                                                                                         | Datare: 1791 Școală: Anonimi Descoperit: , com. Bucium, Poieni Dimensiuni: Diametrul roții = 330 cm; căsuța de protecție = L 700 cm ; l = 550 cm; Î = 430 cm Material: lemn; oțel; fontă; | Subansamblurile sunt originale. Utilajul este o realizare ingenioasă a meșterilor anonimi din Transilvania din perioada respectivă, care folosește forța apei pentru sfărâmarea minereurilor aurifere. Pentru creșterea randamentului se foloseau mai multe șteampuri în tandem (baterii de șteampuri) care realizau o mărunțire destul de bună. | Muzeul Național Tehnic „Prof. ing. Dimitrie Leonida”, București | Cimec    |
|      | Siemens Autor: AFA Acumulator Germania                                                                       | Datare: 1880 Școală: AFA Acumulator Germania Descoperit: Reșița Material: oțel; fontă; cupru | Este singura care s-a păstrat din acest tip, deși a fost produsă în serie. Locomotiva este de tip Siemens de construcție antigrizutoasă (motorul electric construit în așa fel încât funcționarea lui să nu constituie un pericol în cazul emanațiilor de gaze) se deplasează pe șine cu un ecartament de 700 mm și este acționată de un motor electric alimentat cu curent continuu de 26 kw. Inscripția este: ELECTROMONTANA ACUMULATOREN FABRIK ACTIENGESELLSCHEFT 26 SPA-9676-890-49- ZELLEN BO 74406. Toate piesele sunt originale. | Muzeul Național Tehnic „Prof. ing. Dimitrie Leonida”, București | Cimec    |
|      | Generator de curent Autor: Compagnie Internationale d'Electricite Liege                                      | Datare: Înainte de 1893 Școală: Compagnie Internationale d'Electricite Liege Descoperit: București, Grozăvești Dimensiuni: Cote de gabarit: 1800x1200x1250 Material: oțel carbon; oțel silicios; cupru; alamă; izolație din material textil (mătase sau bumbac)                                                                       | | Muzeul Național Tehnic „Prof. ing. Dimitrie Leonida”, București | Cimec    |
|      | Electrizitats Actien-gesellschaft vorm W Lahmaier & Co Autor: Electrizitats Actien-Gesellschaft              | Datare: 1893 Școală: Electrizitats Actien-Gesellschaft Descoperit: București, Grozăvești Dimensiuni: Cote de gabarit: 2000x1250x1450 Material: oțel carbon; oțel silicios; cupru; alamă; izolație din material textil (mătase sau bumbac); oțel carbon; oțel silicios; cupru; alamă; izolație din material textil (mătase sau bumbac) | Generatorul de curent continuu Electrizitats Actien-gesellschaft vorm W Lahmaier and Co, Frankfurt A/M nr. 580 v 86 A a funcționat la Centrala hidroelectrică de la Grozăvești împreună cu un alt generator belgian, acționate de o masină cu aburi germană Swiderki Leipzig. Firma Electrizitats Actien-gesellschaft s-a transformat ulterior în compania A.E.G., companie de notorietate internațională. Inscripția este pe o plăcuță de alamă pe statorul motorului: ACTIEN-GESELLSCHAFT VORNM W LAHMAYER and CO FRANKFURT A/M. | Muzeul Național Tehnic „Prof. ing. Dimitrie Leonida”, București | Cimec    |
|      | Pompă | Datare: Mijl. sec. XIX Dimensiuni: LxBxH = 3,80x1,60X1,75 m Material: bronz; cupru; lemn; oțel | Pompă cu două pistoane verticale acționate de un balansier din lemn masiv, montată într-un bazin pentru apă, iar tot ansamblul este fixat pe un șasiu de căruță. | Muzeul Național al Pompierilor, București                       | Cimec    |
|      | Lederle | Datare: 1880 (conform broșurii de prezentare a produselor fabricii Lederle) Dimensiuni: LxBxH = 3,40x1,65x1,70 m Material: oțel; cupru; bronz; lemn | Pompa manuală propriu-zisă (compusă din corp pompă, un piston orizontal, acționat de un balansier metalic și cu bazin de apă) fixată pe un șasiu de trăsură (din oțel, cu 4 roți cu cu spițe lemn). | Muzeul Național al Pompierilor, București                       | Cimec    |
|      | Kernreuter                                                                                                   | Datare: 1890 Dimensiuni: LxBxH = 3,40x1,50x1,65 m Material: oțel; cupru; bronz; lemn | Pompă manuală cu un piston vertical și balansier asimetric montată într-un bazin de tablă (pentru alimentarea cu apă), fixat pe un șasiu din oțel cu 4 roți de căruță. | Muzeul Național al Pompierilor, București                       | Cimec    |
|      | Czermack Teplitz                                                                                             | Datare: 1897 (conform broșurii Aniversarea a 130 ani de la înființarea F.C.P. Bosanci, 1867-1997" Dimensiuni: LxBxH = 2,0x0,88x0,85 m Material: oțel; cupru; bronz; lemn | Pompă manuală cu două pistoane în „V”, acționate de un balansier metalic, montată pe targă, fără bazin propriu de alimentare cu apă, cu o gură de aspirație și una de refulare (prin furtun), dotată cu vârtelniță pentru furtun și lada de scule. | Muzeul Național al Pompierilor, București                       | Cimec    |
|      | Wilhelm Gottschling                                                                                          | Datare: 1880 (conform inscripției de pe pompă) Dimensiuni: LxBxH = 1,27x1,18 x1,19 m Material: oțel; cupru; bronz; lemn | Pompă cu două pistoane verticale acționate de un balansier din oțel, montată într-un bazin metalic pentru apă, prins pe un șasiu cu două roți. Poate fi detașată de șasiu și transportată de 4 servanți. | Muzeul Național al Pompierilor, București                       | Cimec    |
|      | Motopompă pentru stins incendii montată pe car de unelte hipo Kernreuter. Fiat                               | Datare: 1905 Dimensiuni: LxBxH = 4,00x1,30x2,50 m Material: oțel; cupru; bronz; lemn | Pompă compusă din două părți: motorul cu ardere internă care acționează pompa de aspirație și refulare a apei și trăsura pe care este fixat acest ansamblu. Pe trasatura trasă de cai sunt montați suporți pentru scara, tuburi de aspirație, furtune de refulare etc. | Muzeul Național al Pompierilor, București                       | Cimec    |
|      | Locomotivă cu aburi                                                                                          | Datare: Pusă în serviciu în 1869 Școală: Fabrica de locomotive Canada Works Birkenhead Descoperit: jud. București, București, Depoul C.F.R. Călători | Locomotivă cu tender de construcție specială având cilindrii montați în interiorul trenului. Are 2 osii cuplare, din care prima osie este motoare, iar o osie este alergătoare. La locomotivă este cuplat tenderul care se află montat pe două osii independente. | Compania Națională de Căi Ferate „C.F.R.” S.A., București       | Cimec    |
|      | Locomotivă cu aburi                                                                                          | Datare: Pusă în serviciu în 1911 Școală: Fabrica de locomotive M.A.V. Budapesta Descoperit: jud. Prahova, Ploiești, Depoul C.F.R. Ploiești | Locomotivă cu abur cu trei osii cuplare, din care osia a doua este osie motoare. O osie este portantă, iar una este osie alergătoare, montată sub camera de fum. Locomotiva are un tip de cazan sistem normal, pe partea stângă a acestuia fiind montată o pompă de aer sistem "p" modificată de M.A.V. De locomotivă este cuplat un tender care are trei osii libere. | Compania Națională de Căi Ferate „C.F.R.” S.A., București       | Cimec    |

## Fond
| Foto | Informații generale          | Detalii tehnice | Descriere | Deținător                                                                | Legături |
| ---- | ---------------------------- | --- | --- | ------------------------------------------------------------------------ | -------- |
|      | Locomotivă                   | Datare: 1936 Școală: Uzinele N. Malaxa Dimensiuni: L: 18,937 m; G: 74,875 t: V: 60 km/h; ecartament normal Material: oțel; fontă; cupru; bronz; turnare; forjare; prelucrare prin așchiere                                                 | Locomotiva este opera autentică a constructorului Nicolae Malaxa S.A. București, care între anii 1929-1948 a produs 404 locomotive cu abur. După naționalizare, între anii 1948-1950, sub numele de Uzinele 23 August București a mai produs 30 de locomotive cu abur. | Societatea Feroviară de Turism S.F.T. - C.F.R. S.A., București           | Cimec    |
|      | Locomotivă                   | Datare: 1949 Școală: Pierwsza Fabryka Locomotyw w Polsce S.A. Chrzanow - Polonia Dimensiuni: L: 11,10 m; G: 34,7 t: V: 35 km/h; ecartament îngust (760 mm) Material: oțel; fontă; cupru; bronz; turnare; forjare; prelucrare prin așchiere | Locomotiva este produsă de un atelier important, care în cei 39 de ani a costruit 5400 locomotive cu abur de diferite tipuri. În anul 1949 fabrica a livrat C.F.R. zece locomotive seria 764050-764059 destinate liniilor înguste din Transilvania. | Societatea Feroviară de Turism S.F.T. - C.F.R. S.A., București           | Cimec    |
|      | Locomotivă                   | Datare: 1952 Școală: Uzinele Domeniile Reșița Dimensiuni: L: 7,10 m; G: 25,8 t: V: 30 km/h; ecartament îngust (760 mm) Material: oțel; fontă; cupru; bronz; turnare; forjare; prelucrare prin așchiere                                     | Uzinele de Fier și Domeniile din Reșița a fost una dintre cele mai importante fabrici de locomotive, care între anii 1952-1958 a produs 84 de locomotive cu abur seria 764400, pentru căile ferate forestiere din România. | Societatea Feroviară de Turism S.F.T. - C.F.R. S.A., București           | Cimec    |
|      | Locomotivă                   | Datare: 1956 Școală: Uzinele Domeniile Reșița Dimensiuni: L: 7,10 m; G: 25,8 t: V: 30 km/h; ecartament îngust (760 mm) Material: oțel; fontă; cupru; bronz; turnare; forjare; prelucrare prin așchiere                                     | Uzinele de Fier și Domeniile din Reșița a fost una dintre cele mai importante fabrici de locomotive, care între anii 1952-1958 a produs 84 de locomotive cu abur seria 764400, pentru căile ferate forestiere din România. | Societatea Feroviară de Turism S.F.T. - C.F.R. S.A., București           | Cimec    |
|      | Locomotivă cu abur tip D-n2  | Datare: 1952 Școală: Uzinele Domeniile Reșița Dimensiuni: L=7,1 m; g=25,8 t; V=30 km/h Material: oțel, fontă, cupru, bronz; turnare, forjare, prelucrare prin așchiere                                                                     | Locomotivă cu abur cu ecartament îngust (760 mm). Nr. de fabricație: 1047/1952 Registrul Parc CFR. | Centrul Național de Calificare și Instruire Feroviară CENAFER, București | Cimec    |
|      | Locomotivă cu abur tip E-h2  | Datare: 1930 Școală: Uzinele N. Malaxa Dimensiuni: L=18,937 m; g=74,845 t; V=60 km/h Material: oțel, fontă, cupru, bronz; turnare, forjare, prelucrare prin așchiere                                                                       | Locomotivă cu abur cu ecartament normal. Nr. de fabricație: 29/1930 Registrul Parc CFR. | Centrul Național de Calificare și Instruire Feroviară CENAFER, București | Cimec    |
|      | Locomotivă cu abur tip E-h2  | Datare: 1930 Școală: Uzinele N. Malaxa Dimensiuni: L=18,937 m; g=74,845 t; V=60 km/h Material: oțel, fontă, cupru, bronz; turnare, forjare, prelucrare prin așchiere                                                                       | Locomotivă cu abur cu ecartament normal. Nr. de fabricație: 31/1930 Registrul Parc CFR. | Centrul Național de Calificare și Instruire Feroviară CENAFER, București | Cimec    |
|      | Locomotivă cu abur tip 2C-h2 | Datare: 1919 Școală: Linke Hoffmann Dimensiuni: L=18,49 m; g=76,3 t; V=100 km/h Material: oțel, fontă, cupru; turnare, forjare, prelucrare prin așchiere                                                                                   | Locomotivă cu abur cu ecartament normal. Nr. de fabricație: 1850/1919. | Centrul Național de Calificare și Instruire Feroviară CENAFER, București | Cimec    |
|      | Locomotivă                   | Școală: CF Reșița Descoperit: jud. CARAȘ-SEVERIN, REȘIȚA Dimensiuni: L: 122 cm; La: 33 cm; H: 45 cm Material: fier; alamă; vopsea; turnare; batere; vopsire                                                                                | Macheta primei locomotive de cale ferată normală, seria 50703, construită la Reșița. Reprezintă locomotiva cu toate accesoriile necesare. Roți simetrice (patru perechi). Prevăzută cu cabină pentru mecanic și fochist, cu ferestre dreptunghiulare; în fața ferestrei se află sirena; sistemul bielă manivelă acționat mecanic din cabină. În cabină se află focarul pentru cărbuni, prevăzut cu ușă. Cazanul locomotivei are un coș din metal și patru domuri; partea din față a cazanului (cutia de fum) este prevăzută cu mâner. Pe cabină sunt marcaje: sigla CFR, numărul de serie 50703 și numărul 60. Numărul de serie este marcat și pe partea frontală a locomotivei. Pe cazanul de fum este trecut numărul 6330. Macheta locomotivei este prevăzută și cu: tampoane de cuplare, cadru, pistoane, boghiuri. Îmbinările elementelor sunt realizate cu ajutorul niturilor. | Muzeul Național de Istorie a României, București                         | Cimec    |